# Eduard von Haynau
Friedrich Wilhelm Karl Eduard von Haynau, född den 5 december 1804 i München, död den 24 januari 1863 genom självmord, var en kurhessisk friherre och militär. 
Han var son till Carl von Haynau och svåger till Alexander von Baumbach. 
Eduard von Haynau mottog 1850 provisoriskt ledningen av kurhessiska krigsdepartementet, blev 1853 generalmajor och verklig krigsminister, men avgick 1855, på samma gång som Ludwig Hassenpflug ur ministären. von Haynau blev generallöjtnant 1857.